# Zhào Tāo
Zhào Tāo (Taiyuan, 28 januari 1977) is een Chinese actrice, meestal actief in China en occasioneel in Europa.

## Biografie
Zhào Tāo werd in 1977 geboren in Taiyuan in de provincie Shanxi. Als kind studeerde ze klassieke Chinese dans. In 1996 schreef ze zich in op de volksdansafdeling van de dansacademie van Peking. Na haar studies werd ze danseres bij het Taiyuan Normal College. Daar werd ze gespot door de filmregisseur Jia Zhangke tijdens de casting voor zijn film Platform. Ze speelde sinds 2002 in verschillende films van Zhangke de hoofdrol zoals Still Life, Cry Me a River en Shan he gu ren (Mountains May Depart). Zhào Tāo was in 2012 de eerste Aziatische actrice die de David di Donatello per la migliore attrice protagonista won voor haar hoofdrol in de Italiaanse film Io sono Li.
Zhào Tāo is sinds 7 januari 2012 gehuwd met Jia Zhangke. 

## Filmografie
| Jaar | Engelse titel        | Originele titel         | Rol          | Opmerkingen |
| ---- | -------------------- | ----------------------- | ------------ | ----------- |
| 2000 | Platform             | 站台                    | Yin Ruijuan  |             |
| 2002 | Unknown Pleasures    | 任逍遥                  | Qiao Qiao    | Hoofdrol    |
| 2004 | The World            | 世界                    | Tao          | Hoofdrol    |
| 2006 | Still Life           | Sanxia haoren 三峡好人  | Shen Hong    | Hoofdrol    |
| 2007 | Our Ten Years        | 我们的十年              |              | Hoofdrol    |
| 2008 | 24 City              | 二十四城记              | Su Na        |             |
| 2008 | Dada's Dance         | 达达                    |              |             |
| 2008 | Cry Me a River       | 河上的愛情              | Zhou Qi      | Hoofdrol    |
| 2009 | Remembrance          | 念石                    |              | Hoofdrol    |
| 2010 | Ten Thousand Waves   |                         | Blue Goddess |             |
| 2011 | Shun Li and the Poet | Io sono Li              | Shun Li      | Hoofdrol    |
| 2013 | A Touch of Sin       | 天注定                  | Xiao Yu      |             |
| 2015 | Mountains May Depart | Shan he gu ren 山河故人 | Shen Tao     | Hoofdrol    |
| 2018 | Ash is Purest White  | Jiang hu er nv 江湖儿女 | Qiao         | Hoofdrol    |

## Prijzen en nominaties
De belangrijkste:
| Jaar | Prijs                    | Categorie                  | Film           | Uitslag     |
| ---- | ------------------------ | -------------------------- | -------------- | ----------- |
| 2016 | Asian Film Award         | Beste actrice              | Shan he gu ren | Genomineerd |
| 2012 | Premi David di Donatello | Beste vrouwelijke hoofdrol | Io sono Li     | Gewonnen    |